# Jim Curran
Jim Curran (ur. 1943 w Uppingham) – brytyjski kamerzysta, fotograf, pisarz, były wykładowca politechniki w Bristolu, himalaista i malarz. Członek Climbers Club i Alpine Club. Były organizator i przewodniczący jury odbywających się w Kendal festiwali filmowych poświęconych tematyce górskiej. Mieszka w Sheffield.
Wspinał się i filmował podczas piętnastu wypraw wysokogórskich (w tym dwukrotnie na Mount Everest), towarzysząc najbardziej znanym himalaistom brytyjskim (Chris Bonington, Joe Tasker, Alan Rouse, Joe Brown, Peter Boardman). Filmował w Andach, na Kaukazie, w Górach Atlas i w Chinach.

## Filmografia (wybór)
- Kongur, prod. Chris Lister, Northern Films, Leeds
- K2 – Triumph and Tragedy, prod. Chris Lister, Northern Films, Leeds
- Barnaj, prod. Chris Lister, Northern Films, Leeds
- Trango, prod. Chris Lister, Northern Films, Leeds

## Książki (wybór)
- K2 – Triumph and Tragedy, Hodder Stoughton, 1989; polski przekład: K2: Triumf i tragedia, tłum. Małgorzata Białas i Zbigniew Białas, Czeladź: Alma-Press, 1989, ISBN 83-7020-069-9[2]
- Suspended Sentences
- K2 – The Story of the Savage Mountain, Hodder & Stoughton. ISBN 978-0340660072
- High Achiever – The Life and Climbs of Chris Bonington, Mountaineers Books, 1999, ISBN 978-0-89886-713-8.[3].

## Nagrody
- Banff Mountain Book Festival (1996) – non-fiction award (za K2 – The Story of the Savage Mountain)
- EMMY – za wybitne osiągnięcia w dziedzinie fotografii elektronicznej